# El vendedor de tapices
El vendedor de tapices es una acuarela realizada por Mariano Fortuny en 1870 en París y que se expone en el Museo del Monasterio de Montserrat.
Esta acuarela, que por sus características parece una pintura al óleo, resultó ser una de sus obras maestras. Representa un tema de gran atractivo para los pintores orientalistas por su exotismo y color. Fortuny, que había tratado ya este asunto anteriormente, pintó esta nueva versión más ambiciosa utilizando las mismas figuras.
La pintura refleja la iluminación del norte de África que causó una gran impresión en el artista. Los temas representados por el pintor son alusivos a la vida cotidiana, mostrando las calles o una tienda del mercado de Tánger exhibiendo su género.
Fortuny acude de nuevo al tema oriental en otra de sus obras, Matanza de los abencerrajes.